# 니시신다치촌
니시신다치촌(일본어: 西信達村)은 일본
오사카부 히네군·센난군에 설치되었던 촌이다. 현재의 센난시 북동부에 해당한다.